# Crkva sv. Zaharija u Veneciji
Crkva sv. Zaharija (tal. Chiesa di San Zaccaria) je gotičko -renesansna mletačka crkva u sestieru Castello na istoimenom trgu (Campo San Zaccaria). Crkva sv. Zaharija se nalazi u centru Venecije blizu Trga svetog Marka i Duždeve palače.

## Povijest crkve San Zaccaria
Prva crkva na tom mjestu izgrađena je za dužda Giustiniana Participazija u 9. stoljeću, zato da bi se u njoj smjestile relikvije svetog Zaharija oca Ivana Krstitelja koje su Mlečani dobili kao poklon i znak dobre volje od bizantskog cara Lava V. (775. – 820.)
Nakon tog je čak devet mletačkih duždeva pokopano u kripti te crkve, koja je ostala sačuvana do danas.
Samostan i crkva izgorili su zajedno 1105. u velikom požaru. Onda je nastradalo više stotina redovnica. Nakon tog je crkva kompletno obnovljena 1170. u romaničkom stilu. Tom prigodom joj je izgrađen i zvonik koji je u funkciji i danas. 
Duždevi Angelo Partecipazio i Giustiniano Partecipazio pridodali su crkvu ženskom benediktinskom samostanu. Od 12. stoljeća, nakon što su benediktinke poklonile zemlju, za proširenje Trga svetog Marka, mletački duždevi pohode crkvu za svaki Uskrs. Tad se održavala i ceremonija prikaza duždeve kape (cornu). Crkva je ponovno kompletno restaurirana u 14. stoljeća u gotičkom stilu. 
Svoj današnji izgled crkva sv. Zaharija dobila je između 1444. – 1515. Njen prvi projektant Antonio Gambello počeo ju je graditi kao gotičku građevinu, ali je nije dovršio, tako da je gornji dio fasade i gornji dio enterijera dovršio Mauro Codussi u renesansnom stilu.
U samostan sv. Zaharija smještali su svoje kćeri najbogatiji Mlečani, još i danas Venecijom kolaju mnoge priče o razuzdanom životu, koji se vodio u njemu, sestre su organizirale razne koncerte i zabave koje su posjećivali mladi maskirani kavaliri.

## Izgled crkve San Zaccaria
Crkva sv. Zaharija je trobrodna crkva, s fasadom rasčlanjenom brojnim stupovima, lukovima i prozorskim otvorima, koji se smanjuju od dna prema vrhu. Na samom vrhu je velika luneta s kipom sv. Zaharija. Kiparske dekoracije na fasadi izveli su Antonio Gambello i Luca Taiamonte. Unutrašnjost crkve puna je vrijednih umjetničkih djela, od kojih vrijedi istaknuti oltarnu palu Giovannija Bellinija -Madona na prijestolju s djetešcem i svetcima (Sacra Conversazione) iz 1505. U apsidalnoj kapeli sv. Tarasija nalaze se vrijedne freske del Castagne i da Faenze (1442.) te tri gotička poliptiha od Antonija Vivarinija i Giovanni d'Alemagna (1443.). 

## Vanjske poveznice
- San Zaccaria, na portalu Paradoxplace Italy, Spain, Portugal, France, Britain Photo Galleries (engl.)